# Shinhan Financial Group
Die Shinhan Financial Group ist ein südkoreanisches Unternehmen mit Firmensitz in Seoul. Das Unternehmen zählt zu den größten zehn des KOSPI-Index.
Die Shinhan Financial Group bietet Finanzdienstleistungen verschiedener Art für seine Kunden an. Die Shinhan Financial Group wurde 1982 gegründet. Zu ihr gehören die Shinhan Bank und die Chohung Bank, die 2006 fusionierten. Des Weiteren ist die Jeju Bank ein Teil der Shinhan Financial Group. 